# Western & Southern Open 2014
Western & Southern Open 2014 — 113-й розыгрыш ежегодного профессионального теннисного турнира среди мужчин и женщин, проводящегося в американском городе Мейсон и являющегося частью тура ATP в рамках серии Мастерс и тура WTA в рамках серии Премьер 5.
В 2014 году турнир прошёл с 11 по 17 августа. Соревнование продолжало североамериканскую серию хардовых турниров, подготовительную к сентябрьскому Открытому чемпионату США. Одиночные соревнования также входили в зачёт бонусной US Open Series.
Прошлогодние победители:
- в мужском одиночном разряде —  Рафаэль Надаль
- в женском одиночном разряде —  Виктория Азаренко
- в мужском парном разряде —  Боб Брайан и  Майк Брайан
- в женском парном разряде —  Се Шувэй и  Пэн Шуай

## Общая информация
Мужской одиночный турнир собрал восемь представителей топ-10 мирового рейтинга: из лидеров не выступили лишь прошлогодний чемпион Рафаэль Надаль (травма правого запястья) и Хуан Мартин дель Потро. Первым номером посева стал лидер классификации Новак Джокович, однако серб уступил уже в третьем раунде, а без него чемпионат свёлся к поединку второй и шестой ракеток посева: Роджера Федерера и Давида Феррера, где швейцарец доказал своё преимущество над испанским соперником лишь по итогам решающей партии. Федерер обновил пиковый результат рекорд по количеству титулов в местном одиночном соревновании, победив уже в шестой раз (до этого он становился чемпионом в 2005, 2007, 2009-10 и 2012 годах). В основном турнире приняли участие два представителя России Михаил Южный и, пробившийся через квалификационный отбор, Теймураз Габашвили. Южный дошёл до третьего раунда, где проиграл Давиду Ферреру, а Габашвили уже в первом раунде уступил представителю Польши Ежи Яновичу.
В мужском парном разряде победу вновь праздновали братья Боб и Майк Брайаны, победив на местных кортах во второй раз подряд и в пятый — в общей сложности (до этого они становились лучшими также в 2003, 2008 и 2010 годах), обновив пиковый результат турнира по количеству титулов. Среди россиян в соревнованиях принял участие Михаил Южный, который вместе с белорусом Максимом Мирным уступил уже на старте Жан-Жюльену Ройеру и Хории Текэу.
Женский одиночный турнир также собрал почти всех сильнейших теннисисток мира: из первой десятки отсутствовала лишь вторая ракетка в мире китаянка Ли На, а также не сыграла прошлогодняя чемпионка Виктория Азаренко (обе — из-за проблем с коленями). Без них победу в турнире одержал лидер рейтинга и первая сеянная соревнований Серена Уильямс, в финале она переигравшая Ану Иванович. В основной сетке турнира приняло участие четыре россиянки, а дальше всех смогла пройти пятая сеянная Мария Шарапова, добравшаяся до полуфинала; прочие представительницы России завершили свою борьбу ещё до четвертьфинальной стадии.
Парный приз у женщин достался американской паре Ракель Копс-Джонс / Абигейл Спирс, посеянной на соревновании под седьмым номером. Прошлогодние победительницы турнира — Се Шувэй и Пэн Шуай — защищали свой титул в качестве второго номера посева, но уступили уже во втором раунде. Из альянсов с участием россиянок дальше прочих — до полуфинальной стадии — прошла команда с участием Аллы Кудрявцевой, выступавшей здесь вместе с Анастасией Родионовой.

## Соревнования

### Мужчины. Одиночный турнир
Роджер Федерер обыграл  Давида Феррера со счётом 6-3, 1-6, 6-2.
- Федерер выигрывает свой 3-й титул в сезоне и 80-й за карьеру в основном туре ассоциации.
- Феррер уступил свой 2-й финал в сезоне и 24-й за карьеру в основном туре ассоциации.

### Женщины. Одиночный турнир
Серена Уильямс обыграла  Ану Иванович со счётом 6-4, 6-1.
- Уильямс выигрывает свой 5-й титул в сезоне и 62-й за карьеру в туре ассоциации.
- Иванович уступила свой 2-й финал в сезоне и 7-й за карьеру в туре ассоциации.

### Мужчины. Парный турнир
Боб Брайан /  Майк Брайан обыграли  Вашека Поспишила /  Джека Сока со счётом 6-3, 6-2.
- Боб выигрывает свой 6-й титул в сезоне и 99-й за карьеру в основном туре ассоциации.
- Майк выигрывает свой 6-й титул в сезоне и 101-й за карьеру в основном туре ассоциации.

### Женщины. Парный турнир
Ракель Копс-Джонс /  Абигейл Спирс обыграли  Тимею Бабош /  Кристину Младенович на отказе соперниц при счёте 6-1, 2-0 в свою пользу.
- Копс-Джонс выигрывает свой 2-й титул в сезоне и 12-й за карьеру в туре ассоциации.
- Спирс выигрывает свой 2-й титул в сезоне и 14-й за карьеру в туре ассоциации.